# Joe Boyd
Joe Boyd (Boston, 5 de agosto de 1942) é um produtor musical norte-americano.
Boyd trabalhou em gravações do Pink Floyd, Convenção de Fairport, Sandy Denny, Richard Thompson, Richard Thompson, Nick Drake, Banda de Cordas Incrível, R.E.M., John e Beverley Martyn, Maria Muldaur, Kate e Anna McGarrigle , Billy Bragg, 10 000 Maniacs e Muzsikás.

## Biografia
Boyd nasceu em Boston, Massachusetts e cresceu em Princeton, Nova Jersey. Ele freqüentou Pomfret School em Pomfret, Connecticut. Ele se envolveu pela primeira vez na promoção de artistas de blues enquanto estudante na Universidade de Harvard. Boyd para a Europa para organizar shows com Muddy Waters, Coleman Hawkins, Stan Getz e Sister Rosetta Tharpe.

## Produções e coproduções de Joe Boyd

### Anos 60
1966
- The Incredible String Band (The Incredible String Band)
- Lord of the Dance (Sydney Carter)
- Alasdair Clayre (Alasdair Clayre)
- What's Shakin' (vários artistas) - 3 gravações por Eric Clapton e Powerhouse
- "A Cold Wind Blows" (Elektra EUK 253) vários artistas: Cyril Tawney, Matt McGinn, Johnny Handle and Alasdair Clayre

1967
- The Power of the True Love Knot (Shirley Collins)
- The 5000 Spirits or the Layers of the Onion (The Incredible String Band)
- Rags Reels and Airs (Dave Swarbrick, Martin Carthy & Diz Disley)
- Arnold Layne / Candy and a Currant Bun (Pink Floyd)
- Granny Takes a Trip The Purple Gang)
- "She's Gone", "I Should've Known"  gravado e projetado por Soft Machine,Sound Techniques, Londres (relançado em  1977, "Turns On Volume 1" (2001 CD)

1968
- Tonite Let's All Make Love in London (Pink Floyd)
- Very Urgent (Chris McGregor)
- If (Stomp) / Chelsea Morning Fairport Convention)
- Fairport Convention (Fairport Convention)
- The Hangman's Beautiful Daughter (The Incredible String Band)
- Wee Tam and the Big Huge (The Incredible String Band)
- Kalpana - instrumental dance and music of India (various artists)

1969
- What We Did On Our Holidays (Fairport Convention)
- Si Tu Dois Partir / Genesis Hall Fairport Convention)
- Unhalfbricking (Fairport Convention)
- Five Leaves Left (Nick Drake)
- Liege & Lief (Fairport Convention)
- Kip of the Serenes (Dr. Strangely Strange)
- Big Ted / All Writ Down The Incredible String Band)
- Changing Horses (The Incredible String Band)

### Anos 70
1970
- Just Another Diamond Day (Vashti Bunyan)
- Bryter Layter (Nick Drake)
- Stormbringer! (John e Beverley Martyn)
- U (Incredible String Band)
- Full House (Fairport Convention)
- Fotheringay (Fotheringay)
- I Looked Up (The Incredible String Band)
- Be Glad for the Song Has No Ending (The Incredible String Band)
- Pottery Pie (Geoff e Maria Muldaur)
- Brotherhood of Breath (Brotherhood of Breath)

1971
- Desertshore (Nico)
- Smiling Men with Bad Reputations (Mike Heron)
- Call Me Diamond / Lady Wonder Mike Heron)
- The Road to Ruin (John e Beverley Martyn)
- Heavy Petting (Dr. Strangely Strange)

1973
- Maria Muldaur (Maria Muldaur)
- Midnight at the Oasis Maria Muldaur)
- Dueling Banjos b/w Reuben's Train Eric Weissberg e Steve Mandel)
- Jimi Hendrix (Jimi Hendrix)

1974
- Waitress in a Donut Shop (Maria Muldaur)
- Muleskinner (Muleskinner)

1975
- Kate and Anna McGarrigle (Kate and Anna McGarrigle)
- Geoff Muldaur Is Having a Wonderful Time (Geoff Muldaur)

1976
- Junco Partner (James Booker)
- Live at the L.A. Troubadour (Fairport Convention)
- Sweet Harmony (Maria Muldaur)
- Reggae Got Soul (Toots & the Maytals)

1977
- Dancer with Bruised Knees (Kate e Anna McGarrigle)

1978
- Rise Up Like the Sun (The Albion Band)
- Julie Covington (Julie Covington)

### Anos 80
1981
- Too Late at Twenty (The Act)
- Party Safari (Joe King Carrasco e The Crowns)
- I Ain't Drunk (Geoff Muldaur)

1982
- Shoot Out the Lights (Richard and Linda Thompson)
- Don't Renege On Our Love / Living In Luxury Richard and Linda Thompson)
- Thermonuclear Sweat (Defunkt)
- Money Fall Out The Sky (Cool It Reba)

1983
- Hand of Kindness (Richard Thompson)
- Poppie Nongena - original cast recording

1984
- Small Town Romance (Richard Thompson)

1985
- Across a Crowded Room (Richard Thompson)
- Fables of the Reconstruction (R.E.M.)
- The Wishing Chair (10,000 Maniacs)

1986
- House Full - live at the LA Troubador (Fairport Convention)
- Supply and Demand (Dagmar Krause)
- Angebot und Nachfrage (Dagmar Krause)

1987
- The Music of Bulgaria (Balkana)
- Habanera (John Harle)
- Whatever (Danny Thompson)

1988
- Nazakat & Salamat Ali (Nazakat & Salamat Ali)
- Worker's Playtime (Billy Bragg)
- The Forest is Crying (The Trio Bulgarka)
- Kaira (Toumani Diabate)
- Songhai (Ketama, Toumani Diabate e Danny Thompson)
- These Knees Have Seen The World (The Dinner Ladies)
- Country Cooking (Brotherhood of Breath)
- Miss America (Mary Margaret O'Hara)

1989
- Orpheus Ascending (Ivo Papasov and his Bulgarian Wedding Band)
- Some Other Time (June Tabor)

### Anos 90
1990
- Procedure (The Blackgirls)

1991
- Happy (The Blackgirls)
- Balkanology (Ivo Papasov and his Bulgarian Wedding Band)
- The Watchman (The Watchman)

1992
- Trans-Danubian Swineherd's Music (Orbestra)

1994
- Songhai 2 (Ketama, Toumani Diabate and Danny Thompson)

1996
- ¡Cubanismo! (¡Cubanismo!)
- Djelika (Toumani Diabate)

1997
- Cuba Linda (Alfredo Rodriguez)
- Malembe (¡Cubanismo!)

1998
- Reencarnation (¡Cubanismo!)
- Bareback (The Hank Dogs)
- Double Barrel (Jazz Jamaica)
- Dear Enemy (Dana and Karen Kletter)
- The McGarrigle Hour (Kate & Anna McGarrigle)
- The Bones Of All Men (Philip Pickett)
- Dew Drop Out (The Yockamo All-stars)

1999
- Mardi Gras Mambo (¡Cubanismo!)
- Kulanjan (Taj Mahal e Toumani Diabate)

### Anos 2000
2002
- Half Smile (The Hank Dogs)

2004
- Private Astronomy (Geoff Muldaur's Futuristic Ensemble)
- Mares Profundos (Virginia Rodrigues)

2005
- London '66-'67 Pink Floyd (recorded 1967, released 2005)

2007
- Breathe With Me (Athena)

1. ↑  Boyd, Joe, White Bicycles - Making Music in the 1960s, Serpent's Tail, 2006. ISBN 1-85242-910-0
2. ↑  Richie Unterberger. «Joe Boyd Interview». Richieunterberger.com. Consultado em 7 de dezembro de 2013
3. ↑  Boyd, 2006, White Bicycles: Making Music in the 1960s, pp. 21–27.